# Henning von Beust
Henning Dietrich Betekow Freiherr von Beust (* 17. Mai 1892 in Nimritz oder in Jena; † 7. September 1965 in Scharbeutz) war ein deutscher Generalrichter.

## Leben

### Herkunft
Beust war der jüngste Sohn des königlich preußischen Majors und Familienfideikommissbesitzer von Nimritz und Nehmen im Großherzogtum Sachsen-Weimar (210 Hektar), Albert Freiherr von Beust (* 1837), und von dessen ihm 1869 angetrauten Verwandten, Armgard, geb. Freiin von Beust aus dem Haus Langenorla (* 1850).

### Wirken

#### Deutsches Kaiserreich
Er diente im Ersten Weltkrieg als Offizier in der preußischen Armee.

#### Weimarer Republik
Nach dem Krieg machte er Karriere als Jurist. 1921 war er Staatsanwalt und wohnte mit seiner Familie in der Hansestadt Lübeck, Gartenstraße 22.

#### NS-Staat
1934 wurde er zum Kriegsgerichtsrat ernannt. 1940 erfolgte die Beförderung zum Oberkriegsgerichtsrat, 1943 wurde er Oberstkriegsgerichtsrat. Von 1942 bis 1945 war er Heeresgruppenrichter beim Oberbefehlshaber West (OB West). Der höchste Dienstgrad, den Beust im NS-Regime erreichte, war Generalrichter. Als eine kriegsgerichtliche Untersuchung eingeleitet werden sollte, um die Gründe für den Verlust der Halbinsel Cotentin zu klären, war es der Initiative Rommels und des Heeresgruppenrichters beim OB West, Henning von Beust, zu verdanken, dass Hitler und das Oberkommando der Wehrmacht schließlich davon absahen.

#### Bundesrepublik Deutschland
Am Ende des Zweiten Weltkriegs fand er mit seiner Frau Ina sowie Schwager und Schwägerin als Flüchtlinge in Nottensdorf Unterkunft. Henning von Beust war dann bis zu seinem Tod Betreuer des Beust'schen Familienarchivs.

### Familie
Sein Sohn war der 1917 in Lübeck geborene Hamburger CDU-Politiker Achim-Helge von Beust († 2007). Dieser war Senatsdirektor, Bezirksamtsleiter von Hamburg-Wandsbek und heiratete am 15. Oktober 1940 in Hamburg Hanna Wolff (* 15. Oktober 1919 in Lübtheen), Tochter des 1927 verstorbenen, jüdischen Textilgeschäftsinhabers Carl Ludwig Wolff und der 1933 enteigneten Textilgeschäftsinhaberin Ella Wolff, die nach dem Zweiten Weltkrieg wieder restituiert wurde und das Geschäft bis 1970 weiterführte.
Ein Enkel ist Achim-Helges und Hannas Sohn Ole von Beust, der ehemalige Erste Bürgermeister der Hansestadt Hamburg. Ein weiteres Kind mit Ina, geb. von Düring, war Liane Freiin von Beust (* 15. Mai 1923 in Lübeck; † 30. Oktober 2004 in Hamburg (⚭ 16. August 1952 in Bensheim a.d. Bergstraße den Industriekaufmann (Karl Heinrich Otto) Erik Graf von Baudissin (* 1924 in Berlin); geschieden 2. Juni 1971 in Hannover)).